# Знак довготи (символ МФА)
Знак довготи (ː) — символ Міжнародного фонетичного алфавіту, що означає довготу попередньої голосної або складової приголосної. Має форму трикутної двокрапки.

## Приклади використання
| Мова       | Слово | БФА   | Значення  |
| ---------- | ----- | ----- | --------- |
| Німецька   | naht  | naːt  | 'шов'     |
| Англійська | yeast | jiːst | 'дріжджі' |
| Італійська | canna | kanːa | 'труба'   |

## Загальний термін
У Міжнародному фонетичному алфавіті термін «знак довготи» використовують як загальну назву для власне знака довготи (ː), знака напівдовготи (ˑ) та знака стислості (˘).